# Callopistria japonibia
Callopistria japonibia là một loài bướm đêm trong họ Noctuidae.